# Pileolaria grandis
Pileolaria grandis är en ringmaskart som beskrevs av Pillai 1970. Pileolaria grandis ingår i släktet Pileolaria och familjen Serpulidae. Inga underarter finns listade i Catalogue of Life.